# Ghanzi
Ghanzi es una ciudad situada en el Distrito de Ghanzi, Botsuana. Se encuentra en el desierto de Kalahari a 46 km al noroeste de Gaborone y a 66 km de la frontera con Namibia. Tiene una población de 14.807 habitantes, según el censo de 2011.
Ghanzi es conocida como la "capital del Kalahari". La ciudad también se llama Gantsi, que es más acorde con el idioma nacional de Botsuana, el Setsuana , Ghansi  y  Gantsi . Ghanzi es una comunidad principalmente agrícola que provee el país de la mayor parte de su producción en la carne.